# Centro Nacional de Resistencia de Ucrania
El Centro de Resistencia Nacional de Ucrania (ucraniano: Центр національного спротиву) se creó en marzo de 2022, con el comienzo de la invasión rusa de Ucrania. Se encuentra bajo el mando de las Fuerzas de Operaciones Especiales de las Fuerzas Armadas de Ucrania.

## Descripción
El objetivo de la creación del Centro es enseñar a la población civil de Ucrania métodos de resistencia no violenta al enemigo. Al comienzo de su actividad, el Centro centró sus esfuerzos principalmente en los territorios bajo ocupación militar rusa.
El Centro opera en el marco de la ley "Sobre los fundamentos de la resistencia nacional", que fue adoptada el 16 de julio de 2021 por el parlamento ucraniano y entró en vigor el 1 de enero de 2022.
El sitio web contiene manuales con recomendaciones sobre diversas formas de resistencia contra los ocupantes, tanto con armas como de forma no violenta. Además, existe una serie de materiales educativos sobre medicina táctica, ciberseguridad, táctica, inteligencia, etc. El Centro informa sistemáticamente noticias de los territorios ocupados temporalmente en varios medios de comunicación ucranianos y mantiene contacto con la población que vive allí.
El centro tiene su propio canal en YouTube, donde se publican noticias e instrucciones en video para guerrilleros.
El 20 de julio de 2022, el Centro Nacional de Resistencia publicó información sobre soldados rusos de la 83.ª Brigada de Asalto Aéreo de la Guardia (unidad militar 71289, guarnición - ciudad de Ussuriysk, Krai de Primorie), que cometieron crímenes de guerra en la ciudad de Bucha, cerca de Kiev.